# Ẕ̌
Cette page contient des caractères spéciaux ou non latins. S’ils s’affichent mal (▯, ?, etc.), consultez la page d’aide Unicode.
Ẕ̌ (minuscule : ẕ̌), appelé Z caron macron souscrit, est un graphème utilisé dans la transcription du zénaga. Il s'agit de la lettre Z diacritée d’un caron et d’un macron souscrit.

## Utilisation
Le ẕ̌ est utilisé dans la transcription du zénaga, notamment par Catherine Taine-Cheikh, pour noter une variante du ž non strident, plus ouvert,.

## Représentations informatiques
Le Z caron macron souscrit peut être représenté avec les caractères Unicode suivants :
- précomposé (latin étendu additionnel) :

| formes    | représentations | chaînes de caractères | points de code | descriptions                              |
| --------- | --------------- | --------------------- | -------------- | ----------------------------------------- |
| capitale  | Ẕ̌               | Ẕ◌̌                    | U+1E94 U+030C  | lettre majuscule latine z ligne souscrite |
| minuscule | ẕ̌               | ẕ◌̌                    | U+1E95 U+030C  | lettre minuscule latine z ligne souscrite |

- décomposé (latin de base, diacritiques) :

| formes    | représentations | chaînes de caractères | points de code       | descriptions                                          |
| --------- | --------------- | --------------------- | -------------------- | ----------------------------------------------------- |
| capitale  | Ẕ̌               | Z◌̱◌̌                   | U+005A U+0331 U+030C | lettre majuscule latine z diacritique macron souscrit |
| minuscule | ẕ̌               | z◌̱◌̌                   | U+007A U+0331 U+030C | lettre minuscule latine z diacritique macron souscrit |